# Mesamphisopus baccatus
Mesamphisopus baccatus là một loài chân đều trong họ Mesamphisopidae. Loài này được Gouws miêu tả khoa học năm 2008.